# 美作追分駅
美作追分駅（みまさかおいわけえき）は、岡山県真庭市上河内にある、西日本旅客鉄道（JR西日本）姫新線の駅である。

## 歴史
- 1923年（大正12年）8月21日：鉄道省作備線（現・姫新線）津山 - 当駅間開通時に開設[1][2]。当初は終着駅であった。
  - 当時の所在地表示は岡山県真庭郡河内村上河内であった[1][2]。
- 1924年（大正13年）5月1日：作備線当駅 - 久世間延伸、途中駅となる[3]。
- 1929年（昭和4年）4月14日：作備西線開通に伴い、作備線が作備東線に改称、当駅もその所属となる[4]。
- 1930年（昭和5年）12月11日：津山 - 新見間全通に伴い[5]、作備東線が作備線の一部となり、当駅もその所属となる[6]。
- 1936年（昭和11年）10月10日：作備線が姫新線の一部となり、当駅もその所属となる[7]。
- 1963年（昭和38年）4月1日：貨物取扱廃止[1]。
- 1973年（昭和48年）3月12日：荷物扱い廃止[8]、無人駅化[9]。
- 1987年（昭和62年）4月1日：国鉄分割民営化に伴い、JR西日本の駅となる[1]。

## 駅構造

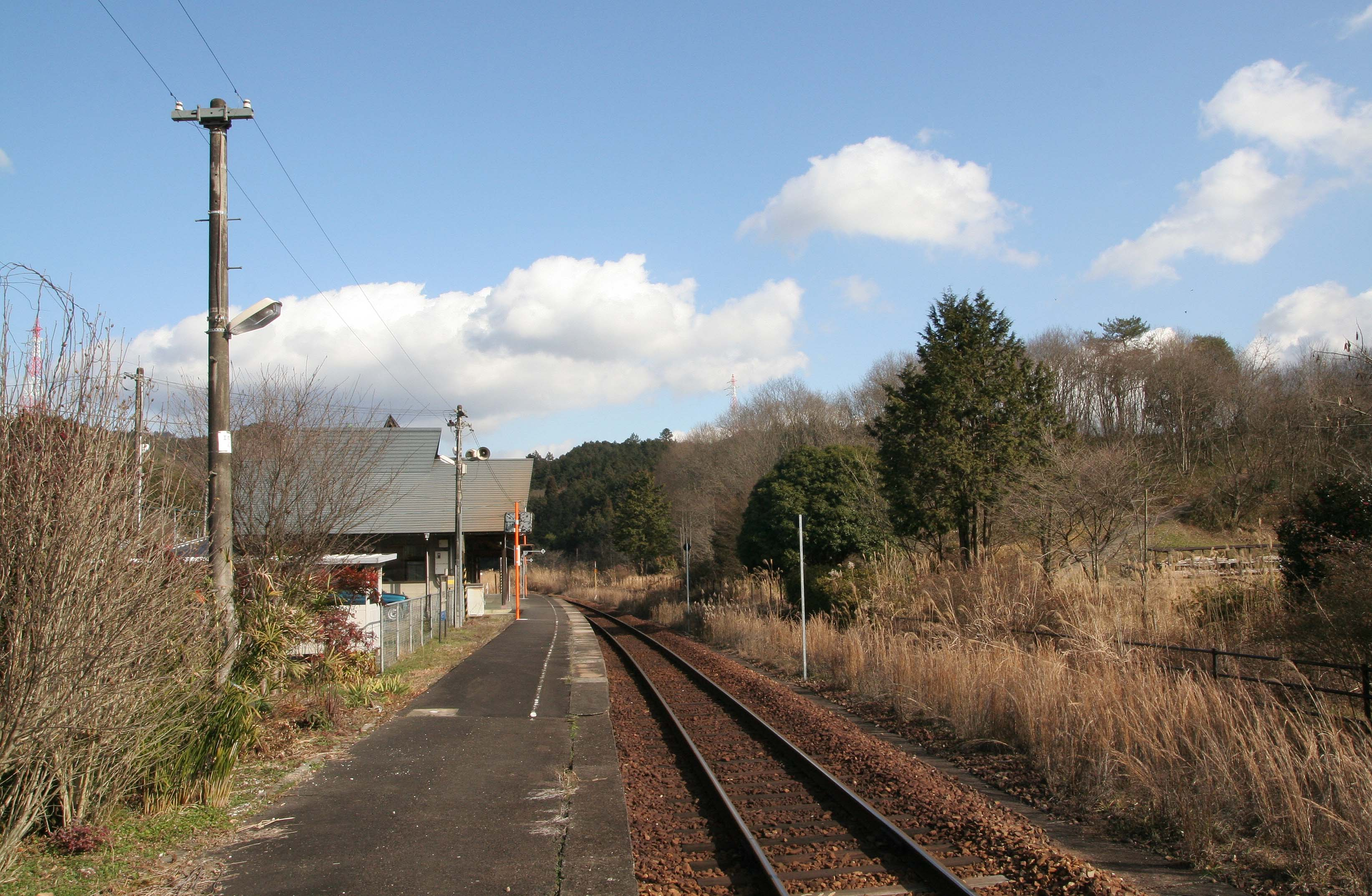
構内（2008年1月）

新見方面に向かって右側に単式ホーム1面1線を有する地上駅（停留所）。壁面にイラストが書かれた駅舎を備える。以前は2面2線であった形跡があり、ホーム跡も残っている。現在は棒線駅のため、新見方面行・津山方面行双方が同一ホームに発着する。
津山駅管理の無人駅。自動券売機等は未設置である。

## 利用状況
近年の1日平均乗車人員の推移は以下の通り。
| 乗車人員推移     | 乗車人員推移 |
| 年度             | 1日平均人数  |
| ---------------- | ------------ |
| 1999（平成11年） | 60           |
| 2000（平成12年） | 52           |
| 2001（平成13年） | 45           |
| 2002（平成14年） | 36           |
| 2003（平成15年） | 35           |
| 2004（平成16年） | 28           |
| 2005（平成17年） | 30           |
| 2006（平成18年） | 31           |
| 2007（平成19年） | 32           |
| 2008（平成20年） | 25           |
| 2009（平成21年） | 19           |
| 2010（平成22年） | 21           |
| 2011（平成23年） | 23           |
| 2012（平成24年） | 34           |
| 2013（平成25年） | 28           |
| 2014（平成26年） | 26           |
| 2015（平成27年） | 23           |
| 2016（平成28年） | 25           |
| 2017（平成29年） | 26           |
| 2018（平成30年） | 24           |
| 2019（令和元年） | 22           |
| 2020（令和02年） | 31           |
| 2021（令和03年） | 28           |

## 駅周辺
周辺地域は県内屈指の濃霧地帯であることから「キリタローの里」をうたっており、そのマスコットをモチーフとした交流施設「キリタローの館」が駅舎に併設されている。また、駅前広場には真庭市コミュニティバス「まにわくん」、ごんごバス久米線が乗入れる。
- 河内郵便局
- 追分池
- 追分ゴルフセンター
- 国道181号
- 中国自動車道 美作追分パーキングエリア
- 岡山県道411号垂水追分線

## 隣の駅
西日本旅客鉄道（JR西日本）
 姫新線
■快速
通過
■普通
坪井駅 - 美作追分駅 - 美作落合駅